# Ghiacciaio Pourquoi Pas
Il ghiacciaio Pourquoi Pas (in inglese Pourquoi Pas Glacier) è un ghiacciaio lungo 28 km e largo 7, situato sulla costa di Clarie, nella parte orientale della Terra di Wilkes, in Antartide. Il ghiacciaio, il cui punto più alto si trova a circa 40 m s.l.m., fluisce in direzione nord-nord-ovest terminando in una lunga lingua glaciale 17 km a ovest-nord-ovest di punta Pourquoi Pas.

## Storia
Il ghiacciaio Pourquoi Pas è stato mappato per la prima volta da cartografi francesi grazie a fotografie aeree scattate durante l'operazione Highjump, 1946-1947, ed è stato così battezzato nel 1952 dal sub-comitato antartico francese in onore della nave Pourquoi-Pas? IV, utilizzata durante la seconda spedizione antartica di Charcot, 1908-10, e per altre spedizioni in Groenlandia effettuate sempre da Jean-Baptiste Charcot.